# Mimosa parvifoliolata
Mimosa parvifoliolata är en ärtväxtart som beskrevs av Brother Alain. Mimosa parvifoliolata ingår i släktet mimosor, och familjen ärtväxter. Inga underarter finns listade i Catalogue of Life.